# Defensores Salto
Club Defensores Salto – argentyński klub piłkarski z siedzibą w mieście Salto, leżącym w prowincji Buenos Aires.

## Osiągnięcia
- Mistrz lokalnej ligi Liga de Fútbol de Salto (23): 1929 Primavera, 1930, 1938 Primavera, 1941, 1942, 1943, 1944, 1945, 1946, 1952, 1957, 1959, 1961, 1962, 1972, 1973, 1975, 1987, 1996, 1997, 1999, 2001, 2002

## Historia
Klub Defensores Salto założony został 5 sierpnia 1922 roku. W 1928 roku klub by jednym z założycieli lokalnej ligi Liga de Fútbol de Salto. Bardzo dobra gra w sezonie 2006/07 w piątej lidze (Torneo Argentino C) sprawiła, że w sezonie 2007/08 klub wystąpił w czwartej lidze (Torneo Argentino B).